# Matrice autoadjointe positive
En mathématiques, plus précisément en algèbre linéaire, une matrice réelle symétrique (ou : réelle autoadjointe) est dite positive ou semi-définie positive si la forme bilinéaire symétrique associée est positive. Plus généralement, une matrice carrée complexe est dite positive si la forme sesquilinéaire associée est (hermitienne) positive, la matrice étant alors nécessairement autoadjointe.

## Cas réel

### Définitions
On dit qu'une matrice réelle symétrique M d'ordre n est positive (ou semi-définie positive) si elle vérifie l'une des propriétés équivalentes suivantes :
1. M est un élément positif (en) de la C*-algèbre réelle Mn,n(ℝ), c'est-à-dire que son spectre est inclus dans ℝ+.
2. La forme bilinéaire symétrique associée à M est positive : pour toute matrice colonne x à n éléments réels, xTMx ≥ 0 (où xT désigne la matrice transposée de x).
3. Les valeurs propres de M (qui sont nécessairement réelles) sont positives ou nulles.
4. Il existe une matrice réelle N telle que M = NTN.
5. Tous les mineurs principaux[2] de M sont positifs ou nuls : pour toute partie non vide I de {1, … , n}, le déterminant de la sous-matrice MI,I de M (formée de ses éléments avec indices de lignes et de colonnes dans I) est positif ou nul.

Elle est dite définie positive si de plus elle est inversible.
Dans la suite de cet article, nous noterons {\displaystyle {\mathcal {S}}_{n}} l'ensemble des matrices carrées d'ordre {\displaystyle n} symétriques à coefficients réels et {\displaystyle {\mathcal {S}}_{n}^{+}} la partie de {\displaystyle {\mathcal {S}}_{n}} formée des matrices positives.

### Exemples
- Soit {\displaystyle f} une fonction réelle de {\displaystyle n} variables réelles, définie sur un ouvert de {\displaystyle \mathbb {R} ^{n}}, dérivable dans un voisinage d'un point {\displaystyle x} de cet ouvert et deux fois dérivable en ce point. Si {\displaystyle f} atteint un minimum local en {\displaystyle x}, sa matrice hessienne y est positive[4] (condition nécessaire d'optimalité du second ordre sans contrainte).
- Étant donné un vecteur aléatoire {\displaystyle (T_{1},\dots ,T_{n})} à valeurs dans {\displaystyle \mathbb {R} ^{n}} dont chaque composante admet une variance, on définit sa matrice de covariance par{\displaystyle \Gamma ={\Big (}\mathrm {cov} (T_{i},T_{j}){\Big )}\in {\mathcal {S}}_{n}.}Celle-ci est positive. En effet, pour toute matrice colonne {\displaystyle x} à {\displaystyle n} éléments réels notés {\displaystyle x_{1},\dots ,x_{n}} :{\displaystyle x^{\mathsf {T}}\Gamma x=\mathrm {Var} (x_{1}\,T_{1}+\cdots +x_{n}\,T_{n})\geqslant 0.}[réf. souhaitée]
- Elle est définie positive si et seulement si la seule combinaison linéaire de {\displaystyle T_{1},\dots ,T_{n}} qui soit certaine est celle dont tous les coefficients sont nuls.
- Toute matrice de Gram est autoadjointe positive.
- Soit {\displaystyle A} une matrice réelle symétrique dont les termes diagonaux sont positifs et {\displaystyle B} définie par{\displaystyle B_{ij}={\frac {A_{ij}}{\sqrt {A_{ii}A_{jj}}}}.}Alors {\displaystyle A} est semi-définie positive si et seulement si {\displaystyle B} l'est. On pense en particulier à la corrélation.
- Réduire certains termes extra-diagonaux d’une matrice définie positive est une opération qui ne préserve pas nécessairement la positivité (bien que les rayons des disques de Gerschgorin diminuent). Dans le contre-exemple ci-dessous, {\displaystyle A} est définie positive alors que {\displaystyle B} ne l'est pas :{\displaystyle A={\begin{pmatrix}10&9&7\\9&10&9\\7&9&10\\\end{pmatrix}},B={\begin{pmatrix}10&8&2\\8&10&8\\2&8&10\\\end{pmatrix}}.}

### Propriétés
- Toute matrice réelle symétrique positive admet une unique racine carrée réelle symétrique positive. Plus formellement :{\displaystyle \forall M\in {\mathcal {S}}_{n}^{+}\quad \exists N\in {\mathcal {S}}_{n}^{+}\quad N^{2}=M.}Ce résultat (dont la partie « existence » est démontrée au passage au § « Définitions » ci-dessus[5]) se généralise aux racines n-ièmes.
- Si deux matrices réelles symétriques M et N sont positives et commutent, alors MN est symétrique positive.
- Par la caractérisation 2. du § « Définitions », {\displaystyle {\mathcal {S}}_{n}^{+}} est une intersection de demi-espaces (en nombre infini). Par la caractérisation 5., {\displaystyle {\mathcal {S}}_{n}^{+}} est un ensemble semi-algébrique (en) de base (c.-à-d. caractérisé par un nombre fini d'inégalités polynomiales).
- Les caractérisations du § « Définitions » montrent que {\displaystyle {\mathcal {S}}_{n}^{+}} est un cône convexe fermé non vide de {\displaystyle {\mathcal {S}}_{n}}.
- Dans l'espace euclidien {\displaystyle {\mathcal {S}}_{n}} (muni du produit scalaire usuel : {\displaystyle \langle A,B\rangle :=\operatorname {tr} (AB)} où {\displaystyle \operatorname {tr} } désigne la trace), les cônes normal et tangent à {\displaystyle {\mathcal {S}}_{n}^{+}} en {\displaystyle A\in {\mathcal {S}}_{n}^{+}} s'écrivent{\displaystyle \operatorname {N} _{{\mathcal {S}}_{n}^{+}}{(A)}=(-{\mathcal {S}}_{n}^{+})\cap (A^{\bot })\quad {\text{et}}\quad \operatorname {T} _{{\mathcal {S}}_{n}^{+}}{(A)}=\{D\in {\mathcal {S}}_{n}\mid \forall v\in \ker A\;\;v^{\!\top \!}Dv\geqslant 0\}.}

## Cas complexe
On étend les propriétés et définitions précédentes aux matrices complexes.
Soit M une matrice carrée d'ordre n. Elle est dite positive si elle vérifie l'une des propriétés équivalentes suivantes :
1. M est un élément positif de la C*-algèbre complexe Mn,n(ℂ).
2. M est autoadjointe (ou : hermitienne) et toutes ses valeurs propres sont positives ou nulles.
3. La forme sesquilinéaire associée à M est (hermitienne) positive : pour toute matrice colonne z à n éléments complexes, z*Mz est un réel positif (où z* désigne la matrice adjointe de z).
4. Il existe une matrice complexe N telle que M = N*N.

Elle est dite définie positive si elle est de plus inversible.
Remarques
- La matrice n'est pas supposée autoadjointe a priori : cette propriété est une conséquence de chacune des caractérisations, en particulier — contrairement au cas réel — de la positivité de la forme associée.
- Sur l'espace des matrices hermitiennes d'ordre n, l'ordre partiel associé au cône convexe des matrices positives est appelé l'ordre de Lowner (en) (nommé d'après Charles Loewner).

Toute matrice (hermitienne) positive admet une unique racine carrée (hermitienne) positive.